# Свети Георги Елеуски
„Свети Георги“ (на гръцки: Αγίου Γεωργίου) е възрожденска православна църква в град Костур (Кастория), Егейска Македония, Гърция.

## Местоположение
Църквата е разположена в махалата Елеуса, между улиците „Агиос Атанасиос“, „Агиос Георгиос“ и „Германос Каравангелис“.

## История
Църквата е изградена в 1891 година според надписа на северната стена. Първоначално принадлежи към енорията „Света Богородица Елеуса“. От 1905 година е енорийски храм на Костурската епархия.